# Offenheim
Offenheim là một đô thị thuộc huyện Alzey-Worms, bang Rheinland-Pfalz, Đức. Đô thị này có diện tích 13,88 km². Dân số cuối năm 2006 là 608 người.